# Huso
Huso là chi cá tầm lớn. Chi chứa 2 loài:
- Huso dauricus (Georgi, 1775) (Cá tầm Kaluga)
- Huso huso (Linnaeus, 1758) (Cá tầm Beluga)